# Gäddtjärnarna (Åsarne socken, Jämtland)
Gäddtjärnarna är en sjö i Bergs kommun i Jämtland och ingår i Ljungans huvudavrinningsområde.